# Tczew

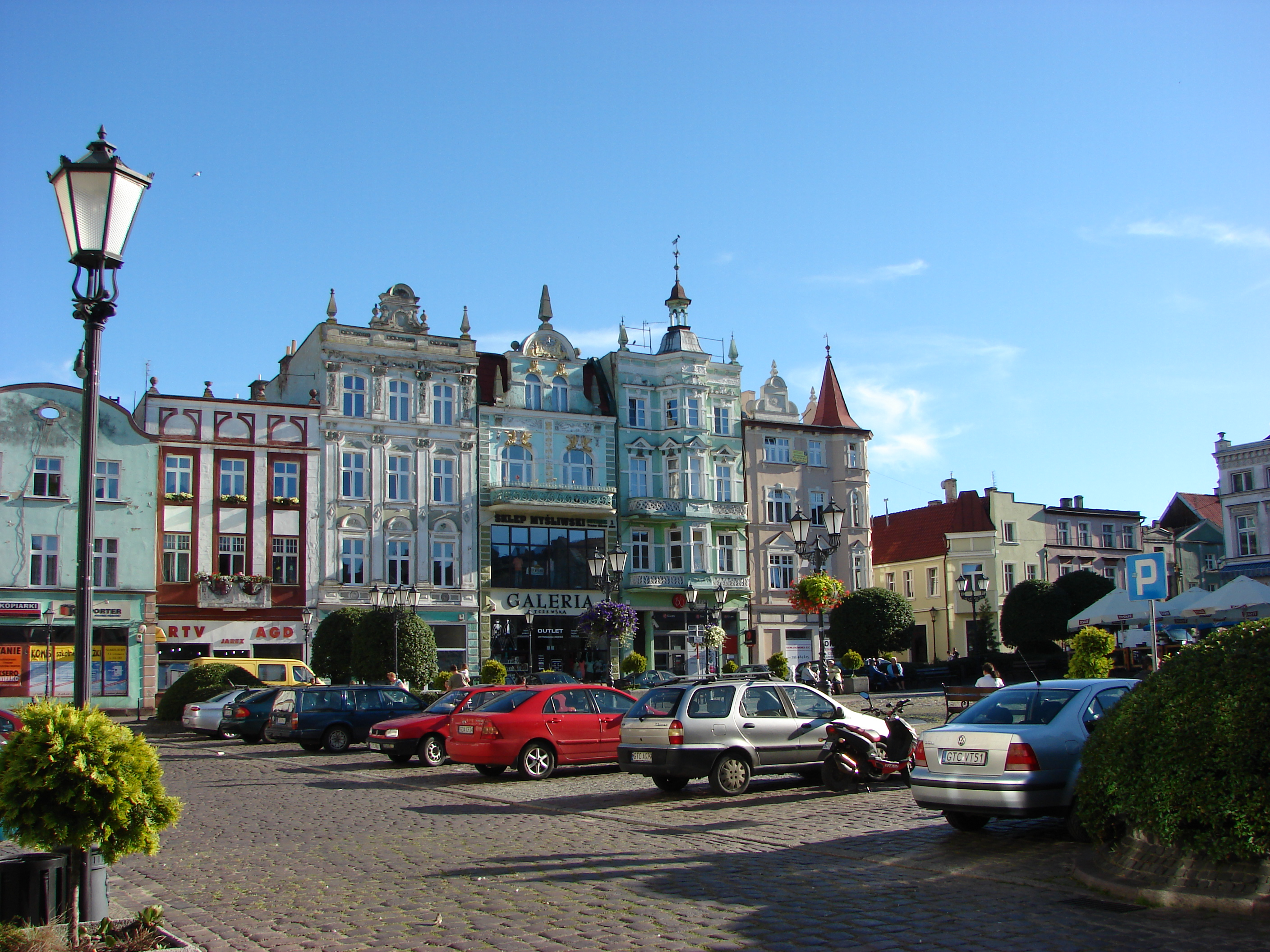
Piață

Tczew este un oraș în Polonia.